# Фрідріх Август Бунгерт
Фрідріх Август Бунгерт (нім. Friedrich August Bungert; 14 березня 1845—26 жовтня 1915) — німецький композитор, що належить до розряду так званих «Neuromantiker».

## Біографія
Фрідріх Август Бунгерт народився 14 березня 1845 року в німецькому містечку Мюльгайм-на-Рурі в землі Північний Рейн-Вестфалія.
Навчався музиці в Кельнській консерваторії у Г. Куферата (фортепіано), потім займався у Фрідріха Кіля у Берлінській вищій школі музики.
Наприкінці XIX — на початку XX століття на сторінках Енциклопедичного словника Брокгауза та Єфрона до кращих його творів були віднесені «Народні та ремісничі пісні» («Volks- und Handwerkslieder»), діапазон яких не перевищує октави; альбом Кармен Сільва, Капрі-пісні, «Früblingsstimmen» (шість квартетів), «Mondscheinlieder» (для чоловічого хору).
У багатьох творах (наприклад «Auf der Wartburg», симфонична поема, «Torquato Tasso», симфонична увертюра, тетралогія «Homerische Welt») дуже відчутний вплив Вагнера.
Помер 26 жовтня 1915 року у Лойтесдорфі.